# Lenticchia di Villalba
La Lenticchia di Villalba è un prodotto agroalimentare tradizionale, riconosciuto come tale dalla Regione Siciliana e dal Ministero delle Politiche agricole. È in corso la pratica per il riconoscimento dell'I.G.P..
Si tratta di una lenticchia a seme grande, macrosperma, di colore verde (tegumento verde con cotiledoni gialli). Il diametro del seme (8 mm circa) ne fa il più importante ecotipo nell'ambito della classe supergigante, poiché nessun altro ecotipo o altra varietà coltivata raggiunge tali dimensioni.

## Premesse generali
La normativa comunitaria attualmente garantisce il riconoscimento di un marchio comunitario cogente solo ai prodotti DOP e IGP, mentre ai "prodotti tradizionali rimane solo un riconoscimento a livello regionale. I produttori della lenticchia (verde) di Villalba stanno facendo pertanto gli sforzi per individuare un percorso utile ad ottenere il riconoscimento del marchio DOP o IGP.

## La lenticchia di Villalba
L'ecotipo locale prende il nome dal paese di Villalba (CL), nel quale rappresenta una produzione tradizionale. Molto probabilmente, corrisponde alla varietà “ Lenticchia bionda comune”.
La coltivazione di questo legume nel territorio di Villalba risale agli inizi del XIX secolo; il periodo di massima espansione della coltura fu tra il 1930 e gli anni sessanta, periodo durante il quale resse l'economia di Villalba, essendo commercializzata anche all'estero (per esempio in Francia, U.S.A. e Canada). Successivamente la produzione si ridusse drasticamente a causa del forte peso della manodopera richiesta dalla coltura. La produzione è ripresa a partire dal 1998, con l'assistenza tecnica del "Consorzio regionale di ricerca Gian Pietro Ballatore” e dell'"Assessorato agricoltura e foreste della Regione Siciliana e la lenticchia di Villalba viene commercializzata in confezioni da 1 kg e da 500 g.

## Tecniche di coltivazione
La tecnica di coltivazione della lenticchia di Villalba prevede attualmente:
- la preparazione del terreno sin dall'inizio di ottobre con lavori superficiali (10/15 cm di profondità);
- la semina, che corre dalla seconda metà di novembre alla fine di gennaio, a seconda del tipo e dell'esposizione del terreno; si esegue contemporaneamente ad una scarsa concimazione di fosforo e potassio;
- ripetute sarchiature tra febbraio e fine aprile (la lenticchia è infatti una pianta xerofila, che ama la luce, pertanto necessita di una continua pulizia del terreno da ogni infestante), e, se appare utile, una modesta rincalzatura;
- la raccolta, tra giugno e luglio: estirpazione delle piante, in genere effettuata a mano, quando i baccelli tendono ad ingiallire, e loro disposizione in fasci, che vengono lasciati ad essiccare per circa 5-8 giorni sul terreno.

Fino a qualche anno fa la tecnica utilizzata per lo spargimento del concime e del seme, era quella a mano o alla volata. In tal modo venivano impiegati, in media, tra 110 e 150 kg di seme per ettaro e la distanza tra le file variava tra 80 e 120 cm, a seconda della giacitura del terreno (maggiore o minore "acclività", ovvero pendenza) e la sua composizione. Attualmente la semina avviene con una procedura automatizzata e la distanza tra le file è diminuita sino a 65 cm.
La raccolta e la successiva essiccazione è un'operazione risulta particolarmente delicata  in quanto deve consentire il seme rimanga di colore verde, caratteristica essenziale della varietà.

## Lavorazioni successive
Ad essiccazione completata si procede separando i semi dalle paglie: i fasci vengono assemblati e sminuzzati grazie all'uso dei trattori, si passa così alla separazione della paglia con l'ausilio del vento.
Infine i semi vengono conservati in bottiglie, generalmente di vetro, ma spesso anche di plastica, ben lavate e chiuse ermeticamente, senza aggiunta di conservanti. In questo modo le lenticchie si conservano bene, anche per diversi anni, prevenendo attacchi di tonchio o di parassiti in generale.
Nel caso di notevoli quantità la conservazione avviene all'interno di fusti di plastica per alimenti, nei quali viene creata una condizione di assenza di ossigeno (anaerobiosi) per circa 15-20 giorni. Si sconsiglia l'uso di lenticchie sterilizzate in modo non naturale, con l'uso di sostanze chimiche.

## Caratteristiche della varietà
Gli aspetti positivi legati alla “lenticchia di Villalba” sono:
- la sua capacità di migliorare la fertilità del terreno, in quanto pianta azotofissatrice;
- l'altezza della pianta, che è maggiore rispetto a quella delle altre popolazioni attualmente coltivate, tant'è vero che in annate particolarmente favorevoli può raggiungere i 60 cm, e questo giova ad una eventuale meccanizzazione della raccolta.
- commestibilità e sapidità: secondo gli studi effettuati dal CNR di Bari[senza fonte], la lenticchia di Villalba si caratterizza per un elevato contenuto proteico (27.1 g / 100 g di sostanza secca), basso tenore in fosforo e potassio (rispettivamente 312 e 812 g / 100 g di sostanza secca), e per l'elevato contenuto in ferro (5,1mg/ 100 g di sostanza secca).

La lenticchia di Villalba ha un elevato tempo di cottura (58 minuti circa), sia per le varietà a seme piccolo, come normale, sia per le varietà commerciali a seme grosso: nonostante ciò, il seme ha un'elevata resistenza allo sfaldamento durante la cottura.
Riccamente nutritive sono anche le paglie che possono essere usate per l'alimentazione degli animali domestici d'allevamento, quale sottoprodotto, al termine della raccolta.

## Gli studi agronomici
Gli studi agronomici sono stati iniziati e condotti  dall'Istituto di genetica vegetale-CNR, Bari, in collaborazione con l'Amministrazione comunale guidata dal Sindaco dott. Calogero Vizzini, che nell'ambito di uno studio in cui indica la promozione delle vecchie varietà locali come strategia per la salvaguardia del germoplasma autoctono, e individua nella lenticchia di Villalba uno dei tre genotipi tradizionali della lenticchia italiana.
Da quanto emerge dallo studio delle sue caratteristiche, la Lenticchia di Villalba risulta senza dubbio uno dei tre soli genotipi autoctoni italiani, con una valutazione di indubbio pregio tra le varietà esistenti.
Dall'analisi di tutti questi aspetti tecnici si evince, infine, che il rilancio ed il successo della lenticchia, nel caso concreto dell'ecotipo di Villalba dipendono in massima parte dalla possibilità di effettuare la meccanizzazione quasi integrale di questa coltura mantenendo allo stesso tempo la tradizionale tecnica di coltivazione, fattore che garantisce la genuinità della Lenticchia di Villalba.

## Gli interventi tecnici migliorativi e la diffusione dell'immagine
Gli imprenditori locali e i tecnici del settore, stanno mettendo in atto gli strumenti necessari al fine di attuare ricerche, finalizzate da un lato alla conoscenza delle caratteristiche biologiche, fisiologiche, e morfologiche della specie, e dall'altro, al miglioramento delle tecniche colturali e del risanamento genetico, grazie alla costituzione di un comitato scientifico di ricerca, multidisciplinare.
A tali iniziative, sono accompagnate con un'azione di sensibilizzazione dei consumatori cercando di divulgare, in occasione di feste e sagre locali, i pregi della varietà, sia in termini di composizione chimica e valore energetico, sia attraverso l'allestimento di tavoli di degustazione.
La Fondazione Slow Food l'ha riconosciuta come presidio.

## Risultati delle analisi sulla granella
| Parametro                                      | Valore | Note                       |
| ---------------------------------------------- | ------ | -------------------------- |
| Peso di 1000 semi (g)                          | 69     | nella media                |
| Umidità (g/100g)                               | 9.95   |                            |
| Proteine (g/100 g di sostanza secca)           | 27.1   | nella media                |
| Proteine solforate (g/100 g di sostanza secca) | 0.5    | prossimo ai valori minimi  |
| Ceneri (g/100 g di sostanza secca)             | 3      | nella media                |
| Fosforo (mg/100 g di sostanza secca)           | 3,12   | prossimo ai valori minimi  |
| Potassio (mg/100 g di sostanza secca)          | 8,12   | nella media                |
| Calcio (mg/100 g di sostanza secca)            | 0,81   | prossimo ai valori massimi |
| Sodio (mg/100 g di sostanza secca)             | 2,8    | prossimo ai valori massimi |
| Rame (mg/100 g di sostanza secca)              | 1,2    | prossimo ai valori massimi |
| Ferro (mg/100 g di sostanza secca)             | 18     | superiore alla media       |
| Tempo di cottura (minuti)                      | 58     | prossimo ai valori massimi |